# Celso Ba Shwe
Celso Ba Shwe (Momblo, 22 de julho de 1964) é um clérigo católico romano de Mianmar e bispo de Loikaw.
Celso Ba Shwe formou-se pela primeira vez em história pela Universidade de Yangon. De 1988 a 1989 frequentou o Seminário Menor St. Theresa em Taunggyi. Ba Shwe então estudou filosofia e teologia católica no Seminário St. Joseph em Pyin U Lwin e em Yangon. Em 16 de abril de 1994 recebeu o Sacramento da Ordem para a Diocese de Loikaw.
Ba Shwe serviu pela primeira vez como vigário paroquial em Doungankha. De 1995 a 1999 foi responsável pelo grupo de evangelismo Zetaman e pela pastoral juvenil na diocese de Loikaw. Ba Shwe atuou como vice-procurador diocesano antes de se tornar procurador-geral da Conferência Episcopal de Mianmar (CBCM) em 2000. De 2009 a 2010, ele serviu brevemente como pároco da Paróquia do Sagrado Coração em Phasaung. Ba Shwe tornou-se então vigário da Catedral Cristo Rei em Loi-kaw e vigário geral. Após a morte de Stephen Tjephe em dezembro de 2020, ele liderou a Diocese de Loikaw durante a vacância da Sede como administrador diocesano.

Em 29 de março de 2023, o Papa Francisco o nomeou Bispo de Loikaw. O arcebispo de Taunggyi, Basilio Athai, consagrou-o bispo em 29 de junho do mesmo ano; os co-consagradores foram o Bispo de Kengtung, John Saw Yaw Han, e o Bispo de Pekhon, Peter Hla.